# Steindorf (Schwaben)

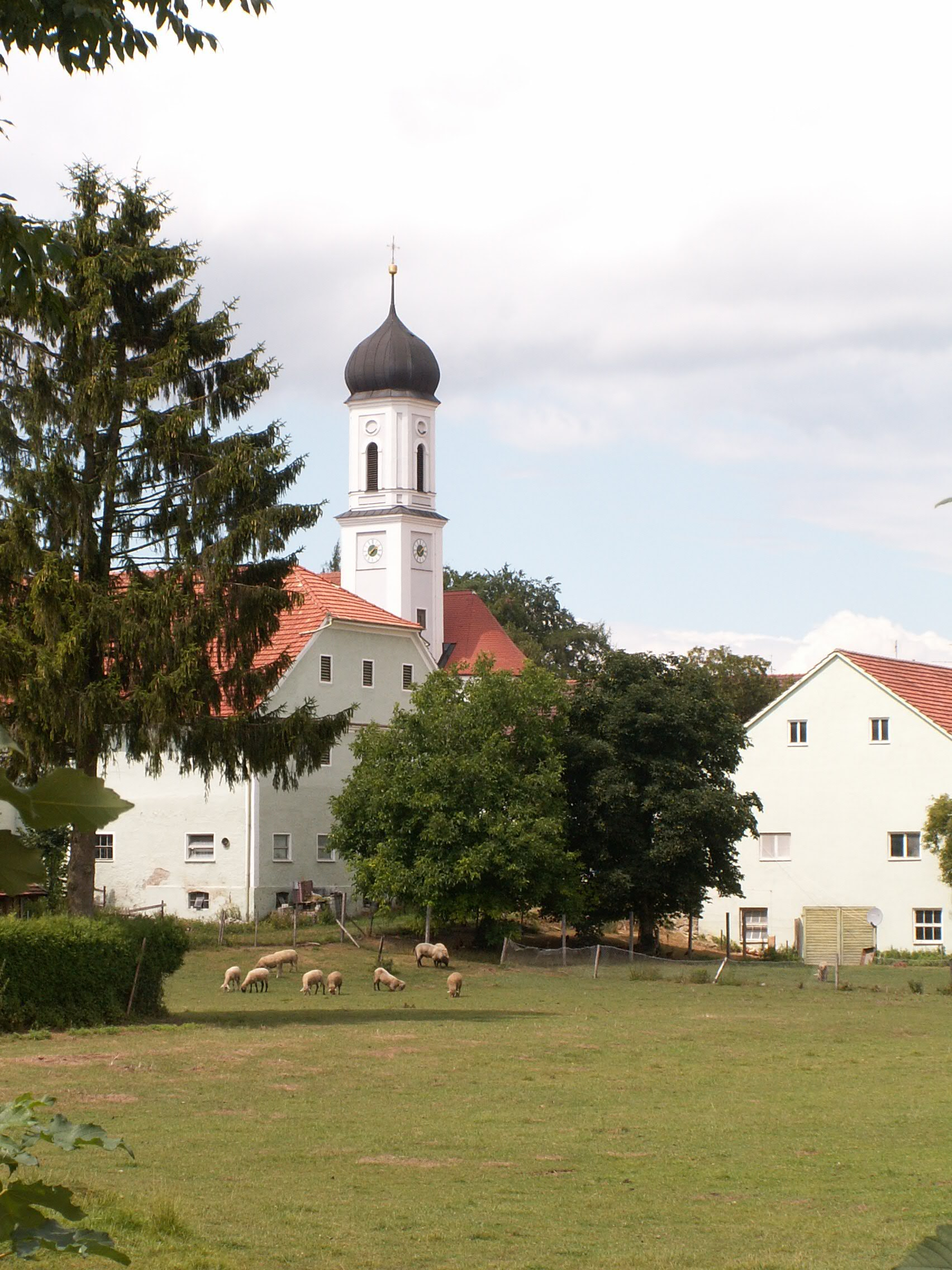
Steindorf von Südosten

Steindorf ist eine Gemeinde am südöstlichen Rand des schwäbischen Landkreises Aichach-Friedberg. Die Gemeinde ist Mitglied der Verwaltungsgemeinschaft Mering.

## Geographie

### Lage
Der Ort liegt etwa 20 Kilometer südöstlich von Augsburg.

### Gemeindegliederung
Es gibt fünf Gemeindeteile (in Klammern ist der Siedlungstyp angegeben):
- Eresried (Pfarrdorf)
- Hausen bei Hofhegnenberg (Kirchdorf)
- Hofhegnenberg (Dorf)
- Putzmühle (Einöde)
- Steindorf (Pfarrdorf)

Es gibt die Gemarkungen Eresried, Hausen b.Hofhegnenberg, Hofhegnenberg und Steindorf.

## Geschichte

### Bis zur Gemeindegründung
Der Ort war ein Teil der geschlossenen Hofmark Hofhegnenberg des Herzogtums Bayern, die 1542 an den Sohn des bayerischen Herzogs Wilhelm IV., Georg von Hegnenberg, genannt Dux, kam. Mit dem Gemeindeedikt von 1818 entstand die Gemeinde Steindorf.

### Eingemeindungen
Vor der kommunalen Neuordnung Bayerns gehörte die Gemeinde zum Landkreis Fürstenfeldbruck. Am 1. Juli 1972 wechselte sie in den Landkreis Aichach-Friedberg. Die Gemeinden Eresried, Hausen bei Hofhegnenberg und Hofhegnenberg wurden am 1. Mai 1978 nach Steindorf eingegliedert.

### Einwohnerentwicklung
Zwischen 1988 und 2019 wuchs die Gemeinde von 788 auf 976 um 188 Einwohner bzw. um 23,9 %.

## Politik

### Gemeinderat
Die Kommunalwahl 2008 führte zu folgender Sitzverteilung im Gemeinderat:
- Wählergemeinschaft Steindorf, Hausen, Eresried: fünf Sitze
- Freie Wählergemeinschaft Hofhegnenberg: drei Sitze

Die Kommunalwahlen 2014 und 2020 ergaben keine Änderung der Sitzverteilung.
| Parteien und Wählergemeinschaften            | 2020  | 2020  | 2014  | 2014  |
| Parteien und Wählergemeinschaften            | %     | Sitze | %     | Sitze |
| -------------------------------------------- | ----- | ----- | ----- | ----- |
| Wählergemeinschaft Steindorf-Hausen-Eresried | 59,6  | 5     | 64,5  | 5     |
| Freie Wählergemeinschaft Hofhegnenberg       | 40,4  | 3     | 35,3  | 3     |
| Gesamt                                       | 100,0 | 8     | 100,0 | 8     |
| Wahlbeteiligung in %                         | 71,8  | 71,8  | 71,0  | 71,0  |

Erster Bürgermeister ist seit Mai 2002 Paul Wecker; dieser wurde zuletzt am 15. März 2020 für weitere sechs Jahre im Amt bestätigt.

### Wappen
|  | Blasonierung: „Gespalten von Silber und Schwarz, vorne eine rote Buche mit vier Wurzeln, hinten ein rot gekrönter und bewehrter goldener Löwenrumpf.“ |
|  | |

## Baudenkmäler
Zu den bedeutendsten Bauwerken der Gemeinde gehören das vierflügelige Schloss Hofhegnenberg sowie die barocke Pfarrkirche St. Stephan in Steindorf.

## Verkehr

### Straße
Durch den Ort Steindorf führt die Kreisstraße AIC 18, die im Westen des Gemeindegebietes in die Staatsstraße 2052 mündet. Knapp nördlich der Gemeinde verläuft die Bundesstraße 2.

### Bus
Eine Buslinie der DB Regio Bus Bayern GmbH (DRB) verbindet Steindorf mit Mering.

### Bahn
Westlich von Steindorf verläuft seit dem 30. Juni 1898 die eingleisige Ammerseebahn von Mering über Geltendorf nach Weilheim. Sie wird von der Deutschen Bahn als Kursbuchstrecke 985 geführt. An der Ammerseebahn befindet sich in der Mitte zwischen Steindorf und der Nachbargemeinde Schmiechen der Bahnhof Schmiechen (Schwab), der heute nur noch ein Haltepunkt ist. Der Bahnhof wird im Stundentakt durch die Züge der Bayerischen Regiobahn (BRB) von Augsburg-Oberhausen nach Schongau bedient. In der Hauptverkehrszeit fahren einzelne Verstärkerzüge zwischen Augsburg und Geltendorf.